# Volo ČSA 511 (luglio 1961)
Il volo ČSA 511 era un volo operato da un Ilyushin Il-18 che si schiantò vicino all'aeroporto di Casablanca-Anfa in Marocco il 12 luglio 1961. Tutte le 72 persone a bordo persero la vita. La causa dell'incidente rimane tuttora indeterminata.
Il 28 marzo 1961 un altro Ilyushin Il-18 operante sullo stesso volo, l'OK-511, si schiantò vicino a Norimberga, in Germania, uccidendo tutti i 52 passeggeri e l'equipaggio a bordo.